# Costituzione dell'Irlanda
La Costituzione d'Irlanda (Bunreacht na hÉireann in irlandese; Constitution of Ireland in inglese) è la fonte primaria del diritto irlandese, redatta nel 1937, allo scopo di stabilire i principi cardine dello stato irlandese.
Secondo Norberto Bobbio e Franco Pierandrei si tratta dell'unico esemplare di costituzione cristiano-sociale, in quanto emanata in nome della Trinità e facente riferimento ai principi della giustizia sociale (art. 43).

## Premessa
A seguito della guerra civile e dell'ottenuta indipendenza della parte sud dell'isola, quella nord comprendente alcune contee dell'Ulster rimase sotto dominio britannico, ci si pose il problema di stabilire una costituzione per delimitare i cardini e punti di riferimento del nuovo Stato irlandese.

## Stesura ed elaborazione della Costituzione
Il principale e più attivo promotore e artefice della Costituzione irlandese fu Éamon de Valera, primo ministro del neonato Stato, che fino a quel momento si era basata sulla Costituzione del libero stato d'Irlanda (in inglese: Constitution of the Irish free state).
I motivi che portarono ad un rinnovamento costituzionale furono parecchi, in primo luogo la necessità di chiarire parecchi dubbi e situazioni rimaste in sospeso con il precedente statuto. La stesura avvenne in contemporanea sia in inglese che in gaelico, e non come si potrebbe supporre semplicemente traducendo quello che veniva redatto in inglese in gaelico.
Il lavoro di de Valera fu molto fruttuoso, e quella che venne fuori fu una Costituzione chiara nel suo linguaggio tecnico e precisa nei contenuti.

## Approvazione
La nuova costituzione fu vagliata dalla sola camera allora presente nel parlamento irlandese, e poi fu successivamente approvata in un plebiscito il 14 luglio del 1937. La costituzione entrò in vigore il 29 dicembre del 1937.
Tra i più accesi oppositori della nuova costituzione vi furono i partiti Fine Gael e gli Unionisti, mentre fra i sostenitori vanno annoverati il partito Fianna Fáil.

## Punti principali
La costituzione irlandese si compone di un preambolo e cinquanta articoli suddivisi in sedici gruppi, qui sotto riportati:
1. La Nazione (1-3)
2. Lo Stato (4-11)
3. Il Presidente (12-14)
4. Il Parlamento (15-27)
5. Il Governo (28)
6. Le Relazioni Internazionali (29)
7. Il Procuratore Generale (30)
8. Il Consiglio di Stato (31-32)
9. Il Controllore ed Auditore Generale (33)
10. Le Corti (34-37)
11. I Capi d'Accusa (38-39)
12. I Diritti Fondamentali (40-44)
13. I Principi Cardine della politica sociale (45)
14. L'Emendamento della Costituzione (46)
15. Il Referendum (47)
16. L'Abrogazione della costituzione dello Stato libero d'Irlanda e la continuazione delle leggi (48-50)

## Preambolo
Il testo che segue è in lingua originale:
Ar mbeith dúinne, muintir na hÉireann, ag admháil go huiríseal a mhéid atáimid faoi chomaoin ag Íosa Críost, ár dTiarna Dia, a thug comhfhurtacht dár sinsir i ngach cruatan ina rabhadar ar feadh na gcéadta bliain,
Agus ar mbeith dúinn ag cuimhneamh go buíoch ar a chalmacht a rinneadarsan troid gan staonadh chun an neamhspleáchas is dual dár Náisiún a bhaint amach,
Agus ar mbeith dúinn á chur romhainn an mhaitheas phoiblí a chur ar aghaidh maille le Críonnacht agus le hIonracas agus le Carthanacht de réir mar is cuí, ionas go dtiocfaidh linn a uaisleacht agus a shaoirse a chur in áirithe do gach aon duine, saol ceart comhdhaonnach a bhunú, aiseag a haontachta a thabhairt dár dtír, agus comhcharadra a dhéanamh le náisiúin eile,
Atáimid leis seo ag gabháil an Bhunreachta seo chugainn, agus á achtú agus á thíolacadh dúinn féin.»
Noi, popolo dell'Éire,
Riconoscendo umilmente tutti i nostri obblighi verso il nostro Divino Signore, Gesù Cristo, che ha sostenuto i nostri padri attraverso secoli di prove,
Ricordando con gratitudine la loro eroica e incessante lotta per riconquistare la legittima indipendenza della nostra Nazione,
E cercando di promuovere il bene comune, con la dovuta osservanza della prudenza, della giustizia e della carità, affinché sia assicurata la dignità e la libertà dell'individuo, raggiunto il vero ordine sociale, restaurata l'unità del nostro Paese e stabilita la concordia con le altre nazioni,
Adottiamo, promulghiamo e doniamo a noi stessi questa Costituzione.»

## Caratteristiche della Nazione e dello Stato
- Sovranità nazionale: La costituzione dichiara nell'art. 1 il diritto del popolo irlandese all'autodeterminazione. Lo Stato è sovrano ed indipendente (art.5).

- Irlanda Unita: Chiunque sia nato nell'isola d'Irlanda ha il diritto di essere cittadino Irlandese, se però possiede almeno un genitore con la cittadinanza a pieno titolo (art.2). Nell'art.3 viene dichiarata l'intenzione ed il volere del popolo irlandese di formare una nazione unita, e di perseguire lo scopo dell'unità con mezzi pacifici e con il consenso degli abitanti dell'Irlanda del Nord.

- Nome della Nazione: Il nome ufficiale della nazione è Éire, anche se in base alla legge repubblicana del 1949 viene allungato in Repubblica d'Irlanda.

- Bandiera Nazionale: La bandiera nazionale irlandese e il tricolore verde bianco ed arancio, posti in tre colonne verticali di uguale grandezza.

- La Capitale: Il parlamento ed il presidente dello Stato devono risiedere dentro o nei dintorni di Dublino, (rispettivamente art.15 ed art.12).

- Sovranità Popolare: è stabilito che la sovranità "deriva, sotto Dio, dal popolo" (art.6)

## La lingua ufficiale
È stabilito nella costituzione che la lingua ufficiale dello Stato irlandese è il gaelico, mentre l'inglese è presente solo come seconda lingua (art.8).
Secondo la costituzione le leggi avrebbero dovuto stabilire in quali uffici si sarebbe usato l'Inglese e in quali il Gaelico, ma le controversie sono insanabili.
Comunque il nome di alcuni organi statali e governativi è obbligatoriamente in Gaelico, per esempio quello del presidente "Uachtarán" del primo ministro "Taoiseach" e del parlamento "Oireachtas".

## Modifiche alla costituzione
La costituzione può essere modificata solo tramite un referendum nel quale devono votare tutti i cittadini irlandesi aventi 18 anni aventi anche il diritto di voto.